# Déli Hírlap (napilap, 1925–1944)
A Déli Hírlap Temesvárt jelent meg 1925. szeptember 16-tól 1944. október 31-ig, előbb az Országos Magyar Párt (OMP) katolikus szárnyát képviselve, majd betiltás után újjászervezve mint a Magyar Népközösség lapja (1941-44), végül a második világháború végén a MADOSZ bánsági bizottsága szerkesztésében 1944. október végéig. Technikai szerkesztője Gokler Gyula.
Első szakaszában a Déli Hírlap eredetileg gazdaságpolitikai, 1928-tól politikai napilap. Felelős szerkesztője Vuchetich Endre. Az OMP irányvonalát képviselte, hangsúlyozva, hogy elve "az alattvalói hódolat" az államfő iránt s "a kisebbségi jogvédelem". Belső munkatársai között volt idősb Kubán Endre és Ifjabb Kubán Endre, Grosz Dezső, Kulcsár S. Sándor, Pazsitka Ferenc, 1909-1912 közt Markovits Ernő és mások. Irodalmi rovatát Bechnitz Sándor szerkesztette, aki a lapban helyet adott haladó műveknek is: az 1920-as évek végén közölte Móricz Zsigmond, Illés Endre, Károly Sándor elbeszéléseit, Fekete Tivadar, Huzella Ödön, Reményik Sándor, Serestély Béla, Szabolcska Mihály, Szombati-Szabó István, Walter Gyula verseit, Osvát Kálmán publicisztikai írásait, Mayer Ker. János zenekritikáit.
Az 1930-as évek közepén folytatásokban közölte Kovács Ferenc bánsági néprajzkutató és író Jacht-tea a Británniában c. regényét.
Az Antonescu-rendszer 1940 szeptemberében a lapot betiltotta, s csak 1941 tavaszán indulhatott meg újra (folytatólagos évfolyamjelzéssel) mint a Romániai Magyar Népközösség orgánuma. 1942 októberétől a főszerkesztés szerepkörét a Budapestre távozó Vuchetich Endre helyett Kakassy Endre, Puhala Sándor, majd Olosz Lajos vette át. 1943-ban az irodalmi rovatban Illyés Gyula, Sinka István, Hunyady Sándor, Illés Endre, Márai Sándor és Rónay György, az erdélyi írók és költők közül Abafáy Gusztáv, Bartalis János, Dsida Jenő, Horváth Imre, Olosz Lajos, Reményik Sándor, Serestély Béla, Szemlér Ferenc, Vita Zsigmond prózai írásai, versei, kritikái jelennek meg. Versekkel szerepelnek szocialista munkásírók is: Földeák János (Reggeli csöngetés) és Vaád Ferenc (Üzenet, Falusi reggel). A lapot két nappal az 1944. augusztus 23-i román átállás után a legálissá váló MADOSZ vette át. Szeptember 23-tól kezdve a Déli Hírlap fő- és ideiglenes felelős szerkesztője Takács Lajos, aki egy haladó csoportosulás élén kapcsolatot talált az ellenzékkel már annak illegalitása alatt is. Az utolsó szám Déli Hírlap néven 1944. október 31-én jelent meg. Nyomába november 1-jén a Szabad Szó lépett Kazinczy János főszerkesztése alatt.

## További irodalom
- Méliusz József: Sors és jelkép... 2. javított kiadás, 1973. 431.
- A magyar tömegek fenntartás nélkül álltak a demokratikus rendszer mellé. Beke György beszélgetése Takács Lajossal. A Hét Évkönyve 1979. 152-58.